# Haliotrema
Haliotrema is een geslacht van platwormen (Platyhelminthes). Het behoort tot de familie Ancyrocephalidae. De wetenschappelijke naam van het geslacht werd voor het eerst geldig gepubliceerd in 1922 door T. Harvey Johnston en O.W. Tiegs.
Sindsdien is Haliotrema uitgegroeid tot een omvangrijk geslacht met bijna honderdvijftig soorten. Het is weleens een "taxonomische vuilnisbak" (taxonomic wastebasket) genoemd. P.C. Young publiceerde in 1968 een revisie van het geslacht.
Deze platwormen zijn tweeslachtige wormen zonder ogen. Ze zijn ectoparasieten die leven op de kieuwen van zeevissen in tropische en gematigd warme wateren. De typesoort Haliotrema australe, waarvan de volwassen wormen ongeveer 0,64 mm lang zijn, werd gevonden op de kieuwen van de zeebarbeel Upeneus signatus (dit is een synoniem van Parupeneus spilurus) voor de kust van Queensland (Australië). Naast bij zeebarbelen zijn Haliotrema ook aangetroffen bij vele andere vissoorten, onder meer trekkervissen (Balistidae), snappers (Lutjanidae), kardinaalbaarzen (Apogonidae), eekhoorn- en soldatenvissen (Holocentridae), doktersvissen (Acanthuridae), zaag- of zeebaarzen (Serranidae), koffervissen (Ostraciidae) en andere.

## Soorten
- Haliotrema abaddon Kritsky & Stephens, 2001
- Haliotrema acanthuri Yamaguti, 1968
- Haliotrema alatum Yamaguti, 1942
- Haliotrema allornata Paperna, 1972
- Haliotrema amanses Yamaguti, 1968
- Haliotrema amplimacrohamus Zhukov, 1980
- Haliotrema ampliocuspidis Bychowsky & Nagibina, 1971
- Haliotrema angelopterum Plaisance, Bouamer & Morand, 2004
- Haliotrema angulocirrus Yamaguti, 1968
- Haliotrema arsiosa Venkatanarasaiah, 1984
- Haliotrema auribaculum Zhukov, 1980
- Haliotrema aurigae (Yamaguti, 1968) Plaisance, Bouamer & Morand, 2004.
- Haliotrema australe Johnston & Tiegs, 1922
- Haliotrema balisticus (Hargis, 1955) Yamaguti, 1963
- Haliotrema banana Lim & Justine, 2007
- Haliotrema bifurcocirrus Yamaguti, 1968
- Haliotrema bihamulatum Zhang in Zhang, Yang & Liu, 2001
- Haliotrema bilobatum (Yamaguti, 1953) Bychowsky & Nagibina, 1970
- Haliotrema bisegmentatum Yamaguti, 1968
- Haliotrema bodiani Yamaguti, 1968
- Haliotrema breve (Mizelle & Price, 1964) Young, 1968
- Haliotrema brevicirrus Zhukov, 1980
- Haliotrema brevicornigerum Zhukov, 1981
- Haliotrema brevispirocirrus Zhukov, 1981
- Haliotrema brotulae Yamaguti, 1968
- Haliotrema caballeroi Euzet & Vala, 1977
- Haliotrema caesiopercae Yamaguti, 1968
- Haliotrema canescens (Mizelle & Price, 1964) Young, 1968
- Haliotrema caraibense Euzet & Vala, 1977
- Haliotrema centropygis Yamaguti, 1968
- Haliotrema chelicirrus Yamaguti, 1968
- Haliotrema chenhsintaoi Zhang in Zhang, Yang & Liu, 2001
- Haliotrema chromidis Yamaguti, 1968
- Haliotrema cirrhitusi Mendoza-Franco & Violante-Gonzalez, 2011
- Haliotrema conspecta Zhukov, 1980
- Haliotrema cornutum (Mizelle & Kritsky, 1969) Vala, Maillard & Overstreet, 1982
- Haliotrema cromileptis Young, 1968
- Haliotrema crymanum Klassen, 1993
- Haliotrema ctenochaeti Young, 1968
- Haliotrema ctenochaeti Yamaguti, 1968 (nec Young, 1968)
- Haliotrema cumanense Mago Guevara, Fuentes Zambrano & Chinchilla Martínez, 2005
- Haliotrema curvicirrus Yamaguti, 1968
- Haliotrema curvipenis Paperna, 1972
- Haliotrema dascyllusi Paperna, 1972
- Haliotrema daurai Agrawal, Vishwakarma, Devak & Srivastava, 2004
- Haliotrema dempsteri (Mizelle & Price, 1964) Young, 1968
- Haliotrema dicollinum Zhang in Zhang, Yang & Liu, 2001
- Haliotrema diplotaenia Cruces, Chero & Luque, 2018
- Haliotrema discalariforme Zhang in Zhang, Yang & Liu, 2001
- Haliotrema dongshaense Sun, Gibson & Yang, 2011
- Haliotrema eilatica (Paperna, 1965) Bychowsky & Nagibina, 1969
- Haliotrema eilaticum (Paperna, 1965) Young, 1968
- Haliotrema epinepheli Young, 1968
- Haliotrema epinepheli Yamaguti, 1968 (nec Young, 1968)
- Haliotrema flagellatum Yamaguti, 1968
- Haliotrema flagellocirrus Bychowsky & Nagibina, 1971
- Haliotrema flexicirrus Yamaguti, 1968
- Haliotrema geminatohamula Bychowsky & Nagibina, 1970
- Haliotrema glandulosum Vala, Maillard & Overstreet, 1982
- Haliotrema golvani Euzet & Vala, 1977
- Haliotrema gruinale Zhang in Zhang, Yang & Liu, 2001
- Haliotrema guadeloupense Vala, Maillard & Overstreet, 1982
- Haliotrema hatampo Machida & Araki, 1977
- Haliotrema holocentri Young, 1968
- Haliotrema indicum Tripathi, 1959
- Haliotrema japonense Yamaguti, 1934
- Haliotrema johnstoni Bychowsky & Nagibina, 1970
- Haliotrema kritskyi Vala, Maillard & Overstreet, 1982
- Haliotrema kusafugu Klassen, 1993
- Haliotrema lactophrys (MacCallum, 1915) Vala, Maillard & Overstreet, 1982
- Haliotrema lactoriae Yamaguti, 1968
- Haliotrema leporinus Sun, Kritsky & Yang, 2007
- Haliotrema lineati Young, 1968
- Haliotrema longiangusticirrus Zhukov, 1981
- Haliotrema longicornigerum Zhukov, 1981
- Haliotrema longirectocirrus Zhukov, 1980
- Haliotrema macracantha Yamaguti, 1968
- Haliotrema magnihamus Bychowsky & Nagibina, 1970
- Haliotrema minutospirale Yamaguti, 1968
- Haliotrema minutum Vala, Maillard & Overstreet, 1982
- Haliotrema mugilis (Tripathi, 1959) Yamaguti, 1963
- Haliotrema myripritisi Zhukov, 1980
- Haliotrema nanhaiense Sun, Yang & Yang, 2015
- Haliotrema neobilobatum Bychowsky & Nagibina, 1970
- Haliotrema nigrofusci Sun, Gibson & Yang, 2011
- Haliotrema obesum (Caballero, Bravo-Hollis & Grocott, 1955) Young, 1968
- Haliotrema ornatum Yamaguti, 1942
- Haliotrema pachycirra Paperna, 1972
- Haliotrema pacificum (Mizelle & Kritsky, 1969) Vala, Maillard & Overstreet, 1982
- Haliotrema palmatum Yamaguti, 1968
- Haliotrema papillibaculum Zhukov, 1980
- Haliotrema parahaliotrema (Mizelle & Price, 1964) Young, 1968
- Haliotrema parvihamus Bychowsky & Nagibina, 1970
- Haliotrema pempherii Bychowsky & Nagibinia, 1970
- Haliotrema pervagoris Yamaguti, 1968
- Haliotrema pollexinus Mendoza-Franco & Violante-Gonzalez, 2011
- Haliotrema polyspirotubiferum Wang, Liu & Zhou, 2003
- Haliotrema pratasense Sun, Kritsky & Yang, 2007
- Haliotrema priacanthi Yamaguti, 1968
- Haliotrema pseudupenei Zhukov, 1981
- Haliotrema pteroisi Paperna, 1972
- Haliotrema pterophallus Yamaguti, 1968
- Haliotrema rameshwarense Agrawal, Vishwakarma, Devak & Srivastava, 2004
- Haliotrema rectangulare Yamaguti, 1968
- Haliotrema recurvatum Yamaguti, 1942
- Haliotrema saezae Cruces, Chero & Luque, 2018
- Haliotrema sanchezae Cruces, Chero, Sáez & Luque, 2017
- Haliotrema scari Young, 1968
- Haliotrema scyphovagina Yamaguti, 1968
- Haliotrema serpenticirrus Yamaguti, 1968
- Haliotrema shanweii Li, 2007
- Haliotrema sigmoidocirrus Yamaguti, 1968
- Haliotrema spariensis Roubal, 1981
- Haliotrema spiculare Yamaguti, 1968
- Haliotrema spinicirrus (Yamaguti, 1953) Bychowsky & Nagibina, 1970
- Haliotrema spirale Yamaguit, 1968
- Haliotrema spirophallus Yamaguti, 1937
- Haliotrema subtilihamula Bychoswky & Nagibina, 1971
- Haliotrema surculocirrus Bychowsky & Nagibina, 1971
- Haliotrema susanae Soo, 2018
- Haliotrema swatowense Yao, Wang, Xia & Chen, 1998
- Haliotrema tachypliformis Wang, Liu & Zhou, 2003
- Haliotrema tenucirrus Bychowsky & Nagibina, 1971
- Haliotrema tenuihamus Zhukov, 1980
- Haliotrema teuthis (MacCallum, 1915) Young, 1968
- Haliotrema tiegsi Bychowsky & Nagibina, 1970
- Haliotrema torridum Vala, Maillard & Overstreet, 1982
- Haliotrema triostegum Sun, Yang & Yang, 2015
- Haliotrema trochaderoi Klassen, 1993
- Haliotrema tuberobaculum Zhukov, 1980
- Haliotrema tubulovagina Yamaguti, 1968
- Haliotrema umbraculiferum Zhang in Zhang, Yang & Liu, 2001
- Haliotrema upenei Yamaguti, 1953
- Haliotrema weberii Mendoza-Franco, Binning & Roche, 2017
- Haliotrema xesuri Yamaguti, 1940
- Haliotrema youngi Venkatanarasaiah, 1984
- Haliotrema zancli Yamaguti, 1968
- Haliotrema zanclus (Mizelle & Price, 1964) Young, 1968
- Haliotrema zebrasoma (Mizelle & Kritsky, 1969) Vala, Maillard & Overstreet, 1982
- Haliotrema zigmoidocirrus Sun, Gibson & Yang, 2011